# Finlândia Meridional (região administrativa)

A região administrativa da Finlândia Meridional (Södra Finland).

A região administrativa da Finlândia Meridional (Södra Finland) tem como capital Hämeenlinna (ou Tavastehus), e como filiais Helsínquia e Kouvola.

A região administrativa da Finlândia Meridional (finlandês: Etelä-Suomen aluehallintovirasto; sueco: Regionförvaltningsverket i Södra Finland) é uma das 7 regiões administrativas em que a Finlândia está dividida desde 2010, substituindo a província administrativa da Finlândia Meridional (finlandês: Etelä-Suomen lääni, sueco: Södra Finlands län). A sua capital é a cidade de Hämeenlinna (ou Tavastehus em sueco).